# Ciro Polito
Ciro Polito (Napoli, 12 aprile 1979) è un dirigente sportivo ed ex calciatore italiano, di ruolo portiere, direttore sportivo del Catanzaro.

## Biografia
Ha fondato una scuola calcio all'Arenaccia che porta il suo nome.

## Carriera

### Calciatore
Muove i suoi primi passi nel settore giovanile della Salernitana. Nel 1997 viene aggregato alla prima squadra - nel ruolo di terzo portiere - da Delio Rossi, alle spalle di Daniele Balli e Andrea Ivan. A fine stagione i campani vengono promossi in Serie A.
Nel 1998 passa in prestito al Rimini in Serie C2. Il 27 settembre 1999 passa in comproprietà alla Lucchese, nello scambio che porta a Salerno il portiere Lorenzo Squizzi. Il 31 gennaio 2000 il Mantova ne rileva in prestito il cartellino.
Riscattato dai campani, la Salernitana ne cede i diritti sportivi - a titolo temporaneo - all'Avellino. Il 25 agosto 2002 risolve consensualmente il proprio contratto. Il 26 agosto passa a parametro zero alla Pistoiese.
Il 4 luglio 2003 viene ceduto a titolo gratuito all'Acireale.
Nel 2004 passa a titolo definitivo al Catania. Esordisce in Serie B il 12 dicembre 2004 in Empoli-Catania (0-0). Il 18 agosto 2005 prolunga il proprio contratto fino al 30 giugno 2008. Il 26 novembre 2006 - a 27 anni - esordisce in Serie A in occasione di Catania-Parma (2-0). Il 22 gennaio 2007 passa in prestito al Pescara, in Serie B. Terminato il prestito rientra a Catania.
Titolare con l'allenatore Silvio Baldini, con l'arrivo di Zenga sulla panchina degli etnei gli viene preferito Albano Bizzarri, diventando la riserva di quest'ultimo. Il 3 gennaio 2009 passa in prestito con diritto di riscatto al Grosseto, in uno scambio di prestiti che porta Paolo Acerbis in rossoazzurro.
Il 10 luglio 2009 firma un triennale con la Salernitana, squadra in cui è cresciuto calcisticamente. Conclude la stagione - conclusa con la retrocessione in Lega Pro Prima Divisione, - con 52 reti al passivo in 32 apparizioni. Partito titolare la stagione successiva, a gennaio viene messo fuori rosa. In seguito al fallimento della Salernitana per motivi finanziari, rimane svincolato. Rimasto senza squadra, durante l'estate si è allenato con il Milazzo.
Il 23 settembre 2011 - a causa dell'infortunio occorso a Andrea Consigli - sottoscrive un contratto annuale con l'Atalanta. Esordisce con gli orobici il 12 febbraio 2012 in Atalanta-Lecce (0-0). Il 18 luglio rinnova il suo contratto fino al 30 giugno 2013. Il 29 giugno rinnova il proprio contratto con i bergamaschi fino al 2014.
Il 31 gennaio 2014 viene acquistato a titolo definitivo dal Sassuolo, dove ricopre il ruolo di terzo portiere.
Il 20 ottobre 2015 passa a parametro zero alla Juve Stabia.

### Dirigente
Al termine della stagione 2015-2016 si è ritirato dal calcio giocato ed ha assunto l'incarico di direttore dell'area tecnica della Juve Stabia.
Dopo aver ricoperto l'incarico di direttore sportivo alla Juve Stabia e all'Ascoli, il 10 giugno 2021 viene nominato nuovo direttore sportivo del Bari, firmando un contratto biennale con la società biancorossa. Dopo aver ottenuto la promozione in Serie B con i galletti, il 7 settembre 2022 rinnova con la società biancorossa fino al 30 giugno 2024. In cadetteria con i galletti raccoglie un terzo posto con la finale dei play-off persa contro il Cagliari e un diciassettesimo posto con la salvezza ottenuta al play-out contro la Ternana. Il 4 giugno 2024 viene ufficializzato l'esonero.
Dopo aver risolto il contratto con il Bari, il 20 giugno 2024 viene nominato nuovo direttore sportivo del Catanzaro.

## Statistiche

### Presenze e reti nei club
| Stagione           | Squadra            | Campionato         | Campionato | Campionato | Coppe nazionali | Coppe nazionali | Coppe nazionali | Coppe continentali | Coppe continentali | Coppe continentali | Altre coppe | Altre coppe | Altre coppe | Totale | Totale |
| Stagione           | Squadra            | Comp               | Pres       | Reti       | Comp            | Pres            | Reti            | Comp               | Pres               | Reti               | Comp        | Pres        | Reti        | Pres   | Reti   |
| ------------------ | ------------------ | ------------------ | ---------- | ---------- | --------------- | --------------- | --------------- | ------------------ | ------------------ | ------------------ | ----------- | ----------- | ----------- | ------ | ------ |
| 1997-1998          | Salernitana        | B                  | 0          | 0          | CI              | 0               | 0               | -                  | -                  | -                  | -           | -           | -           | 0      | 0      |
| 1998-1999          | Rimini             | C2                 | 29+2       | -14 + -1   | CI-C            | 0               | 0               | -                  | -                  | -                  | -           | -           | -           | 31     | -15    |
| 1999-gen. 2000     | Lucchese           | C1                 | 5          | -4         | CI+CI-C         | 0+1             | -2              | -                  | -                  | -                  | -           | -           | -           | 6      | -6     |
| gen.-giu. 2000     | Mantova            | C2                 | 12         | -13        | CI-C            | -               | -               | -                  | -                  | -                  | -           | -           | -           | 12     | -13    |
| 2000-2001          | Avellino           | C1                 | 14         | -11        | CI+CI-C         | 1+0             | -4              | -                  | -                  | -                  | -           | -           | -           | 15     | -15    |
| 2001-2002          | Avellino           | C1                 | 8          | -5         | CI+CI-C         | 1+0             | -3              | -                  | -                  | -                  | -           | -           | -           | 9      | -8     |
| Totale Avellino    | Totale Avellino    | Totale Avellino    | 22         | -16        |                 | 2               | -7              |                    | -                  | -                  |             | -           | -           | 24     | -23    |
| 2002-2003          | Pistoiese          | C1                 | 29         | -33        | CI+CI-C         | 1+0             | -3              | -                  | -                  | -                  | -           | -           | -           | 30     | -36    |
| 2003-2004          | Acireale           | C1                 | 30+2       | -17 + -3   | CI-C            | 0               | 0               | -                  | -                  | -                  | -           | -           | -           | 32     | -20    |
| 2004-2005          | Catania            | B                  | 4          | -3         | CI              | 0               | 0               | -                  | -                  | -                  | -           | -           | -           | 4      | -3     |
| 2005-2006          | Catania            | B                  | 1          | 0          | CI              | 0               | 0               | -                  | -                  | -                  | -           | -           | -           | 1      | 0      |
| 2006-gen. 2007     | Catania            | A                  | 1          | 0          | CI              | 1               | -2              | -                  | -                  | -                  | -           | -           | -           | 2      | -2     |
| gen.-giu. 2007     | Pescara            | B                  | 17         | -25        | CI              | -               | -               | -                  | -                  | -                  | -           | -           | -           | 17     | -25    |
| 2007-2008          | Catania            | A                  | 31         | -35        | CI              | 2               | -1              | -                  | -                  | -                  | -           | -           | -           | 33     | -36    |
| 2008-gen. 2009     | Catania            | A                  | 0          | 0          | CI              | 0               | 0               | -                  | -                  | -                  | -           | -           | -           | 0      | 0      |
| Totale Catania     | Totale Catania     | Totale Catania     | 37         | -38        |                 | 3               | -3              |                    | -                  | -                  |             | -           | -           | 40     | -41    |
| gen.-giu. 2009     | Grosseto           | B                  | 21+2       | -35 + -4   | CI              | -               | -               | -                  | -                  | -                  | -           | -           | -           | 23     | -39    |
| 2009-2010          | Salernitana        | B                  | 32         | -52        | CI              | 2               | -3              | -                  | -                  | -                  | -           | -           | -           | 34     | -55    |
| 2010-2011          | Salernitana        | 1D                 | 18         | -25        | CI+CI-LP        | 1+0             | -2              | -                  | -                  | -                  | -           | -           | -           | 19     | -27    |
| Totale Salernitana | Totale Salernitana | Totale Salernitana | 50         | -77        |                 | 3               | -5              |                    | -                  | -                  |             | -           | -           | 53     | -82    |
| 2011-2012          | Atalanta           | A                  | 1          | 0          | CI              | 0               | 0               | -                  | -                  | -                  | -           | -           | -           | 1      | 0      |
| 2012-2013          | Atalanta           | A                  | 4          | -7         | CI              | 1               | -1              | -                  | -                  | -                  | -           | -           | -           | 5      | -8     |
| 2013-gen. 2014     | Atalanta           | A                  | 0          | 0          | CI              | 1               | -3              | -                  | -                  | -                  | -           | -           | -           | 1      | -3     |
| Totale Atalanta    | Totale Atalanta    | Totale Atalanta    | 5          | -7         |                 | 2               | -4              |                    | -                  | -                  |             | -           | -           | 7      | -11    |
| gen.-giu. 2014     | Sassuolo           | A                  | 0          | 0          | CI              | -               | -               | -                  | -                  | -                  | -           | -           | -           | 0      | 0      |
| 2014-2015          | Sassuolo           | A                  | 0          | 0          | CI              | 0               | 0               | -                  | -                  | -                  | -           | -           | -           | 0      | 0      |
| Totale Sassuolo    | Totale Sassuolo    | Totale Sassuolo    | 0          | 0          |                 | 0               | 0               |                    | -                  | -                  |             | -           | -           | 0      | 0      |
| 2015-2016          | Juve Stabia        | LP                 | 17         | -21        | CI+CI-LP        | 0               | 0               | -                  | -                  | -                  | -           | -           | -           | 17     | -21    |
| Totale carriera    | Totale carriera    | Totale carriera    | 280        | -307       |                 | 12              | -24             |                    | -                  | -                  |             | -           | -           | 292    | -331   |

## Palmarès
- Campionato italiano di Serie B: 1

Salernitana:  1997-1998